# Ladona exusta
Ladona exusta is een libellensoort uit de familie van de korenbouten (Libellulidae), onderorde echte libellen (Anisoptera).
De wetenschappelijke naam Ladona exusta is voor het eerst geldig gepubliceerd in 1840 door Say.